# Platyarachne
Platyarachne là một chi nhện trong họ Thomisidae.